# Jean-Noël Cuénod
Jean-Noël Cuénod (* 23. Dezember 1948 in Genf) ist ein Schweizer Journalist, der Gedichte, historisch-politische Essays und solche über das Justizwesen verfasst.

## Leben
Cuénod ist Korrespondent der Tribune de Genève in Paris. In seinem Buch Vom Mordfall Sissi bis zum Freispruch von Mikhaïlov: ein Jahrhundert von Justizprozessen in Genf behandelt Cuénod die Fälle Bernie Cornfeld, Pierre Jaccoud, Maria Popescu, Léon Nicole, Georges Oltramare, Ragnar Rylander.